# Antonia Delaere
Antonia Delaere, née le 1er août 1994 à Anvers (Belgique), est une joueuse belge de basket-ball évoluant au poste d'arrière.

## Biographie

### En club
Formée à Lotto Young Cats (Kangoeroes Boom), elle s'impose comme un des meilleurs espoirs belges. En mai 2013, elle est victime d’une déchirure des ligaments croisés du genou.
Après une saison 2013-2014 réduite à 14 rencontres pour 11 points, 4 rebonds et 2 passes décisives, elle rejoint en mai 2014 le club de LFB de Saint-Amand pour deux ans, suivant ainsi le parcours d'Ann Wauters, Emma Meesseman et Julie Vanloo, autres espoirs belges partis disputer le championnat français,. Malgré 17 points et 6 rebonds, elle ne peut empêcher son équipe d'être battue par les Castors de Braine en finale de la coupe de Belgique. Élue deuxième meilleure joueuse du championnat belge 2013-2014 derrière Marjorie Carpréaux, elle avait déjà affronté son nouveau club en Eurocoupe 2013 (11 points puis 16 points à 77 %). Recrutée par l'équipe française de Saint-Amand Hainaut Basket, elle se blesse avant le début de saison. Elle reprend la compétition fin février avec Boom, puis signe pour 2015-2016 avec Namur.
Après trois saisons aux Castors Braine (8,6 points et 3,3 passes décisives en championnat pour 5,9 points et 2,7 passes décisives en Euroligue en 2018-2019), elle signe pour 2019-2020 avec le club français de Nantes Rezé.
En 2020, Delaere signe pour le Club Deportivo Ibaeta (IDK Euskotren, pour des raisons de sponsoring) dans la Liga Femenina espagnole.
À la fin de la saison, elle signe pour le Basket Zaragoza 2002 (connu sous le nom de Casademont Zaragoza, pour des raisons de sponsoring) et continue dans la ligue espagnole pendant la saison 2021-2022.
Après une saison à 10,5 points et 3,1 rebonds à Saragosse, elle rejoint Venise à l'été 2022.
À la suite du tournoi olympique 2024, elle subit une intervention chirurgicale à l'épaule à la suite d'une blessure à l'épaule, ce qui retarde son début de saison avec Saragosse

### Équipe nationale
Durant l'été 2013, elle dispute le Championnat d’Europe U18 pour 12,8 points à 53,3 % dont 40,9 % à 3 points, 5,1 rebonds, 1,9 passe et 1,8 interception en 29 minutes, puis le Championnat d'Europe 2013 avec les seniors, pour 2,6 points à 22,2 %, 1,7 rebond et 1,1 passe en 16 minutes. Avec l'équipe U20, elle est victime en juillet 2014 d'une rupture partielle des ligaments du genou. Opérée le 29 juillet, elle doit quitter les terrains pour neuf mois soit l'intégralité de la saison LFB.
Elle dispute le tournoi olympique 2024 où la Belgique se classe quatrième.

## Palmarès
Sélection nationale
- Médaille de bronze au championnat d'Europe 2017 en République tchèque[17]
- Médaille de bronze au championnat d'Europe 2021 en France et Espagne

- Médaille d'or au championnat d'Europe 2023 en Slovénie et Israël[18]

- Médaille d'or au championnat d'Europe 2025 en République Tchèque, Allemagne, Italie et Grèce[18]